# Valerie Jarrett
Valerie Bowman Jarrett (Chicago, 14 de novembro de 1956) foi a assessora principal do presidente dos Estados Unidos, Barack Obama, entre 2009 e 2017. Ela é uma advogada, empresária e líder comunitária de Chicago. Antes disso, serviu como co-presidente durante a transição de Obama-Biden.

## Início de vida
Jarrett nasceu em Xiraz, no Irã, filha de James E. Bowman e de Barbara T. Bowman. Sua família se mudou para Irã porque o pai dela, um médico, tinha recebido uma proposta de emprego. Quando ela tinha cinco anos, a família se mudou para Londres, onde moraram por um ano, regressando a Chicago em 1963.
Em 1966 sua mãe, Barbara T. Bowman, começou a trabalhar no Instituto Erikson.
Quando criança, ela falava persa e francês.
Jarrett se formou na Northfield Mount Hermon School em 1974. Ela obteve um BA em Psicologia pela Universidade de Stanford em 1978, e um JD da Universidade de Michigan Law School em 1981.
Em 1983 se casou com o médico William Robert Jarrett, filho do famoso repórter do Chicago Sun-Times Vernon Jarrett. William faleceu em 1991 de ataque cardíaco.
Quando um repórter lhe peguntou sobre seu divórcio, ela respondeu: "Casei em 1983, me separei em 1987 e  me divorciei em 1988. Já disse o suficiente."  Em seu perfil na Vogue ela disse: "Nós crescemos juntos. Eramos amigos desde a infância. Em certo sentido, ele era o garoto da porta ao lado. Me casei sem saber o quão difícil seria o divórcio".

## Carreira

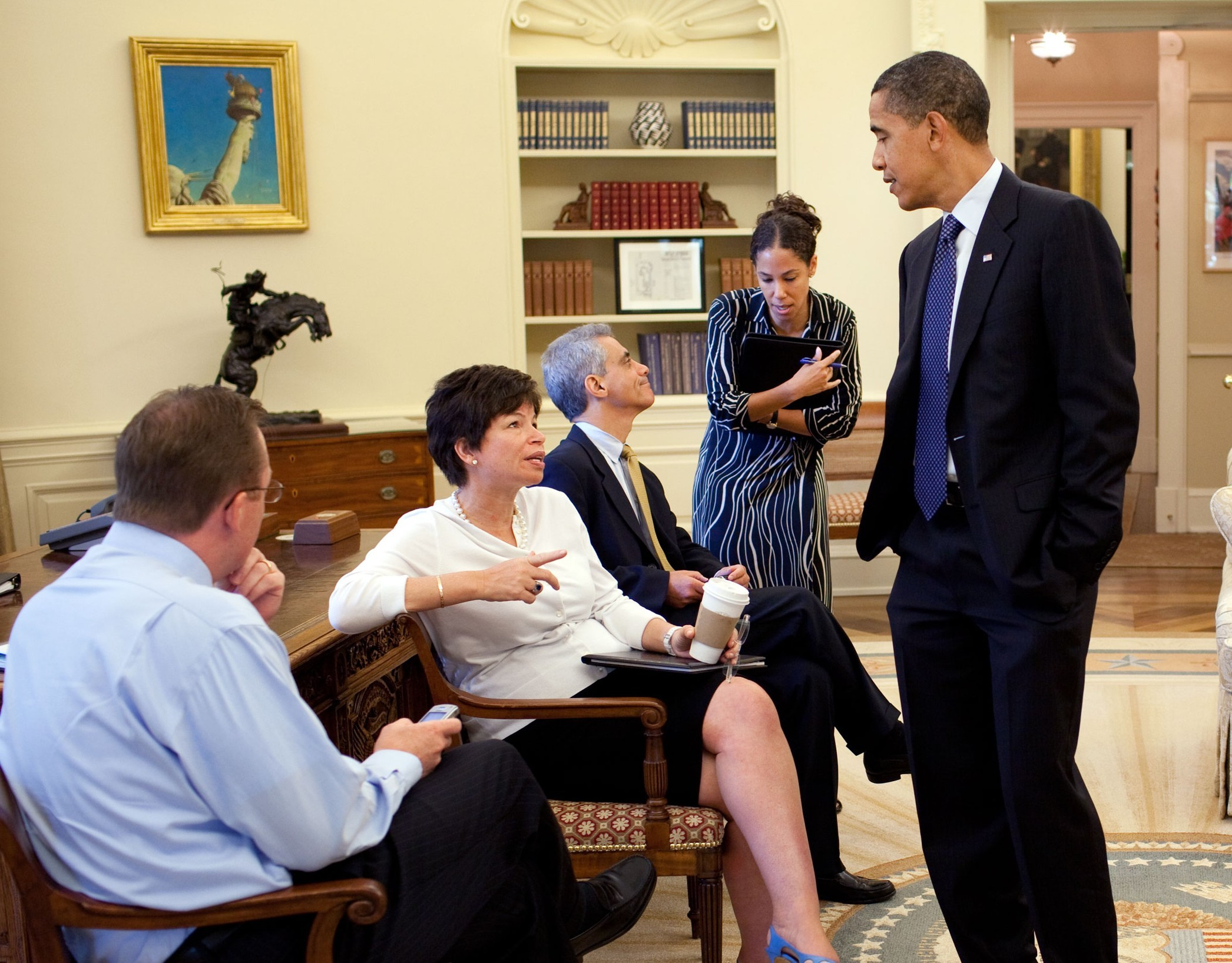
Obama fala com Jarrett e outros assessores durante uma reunião de funcionários em agosto de 2009.

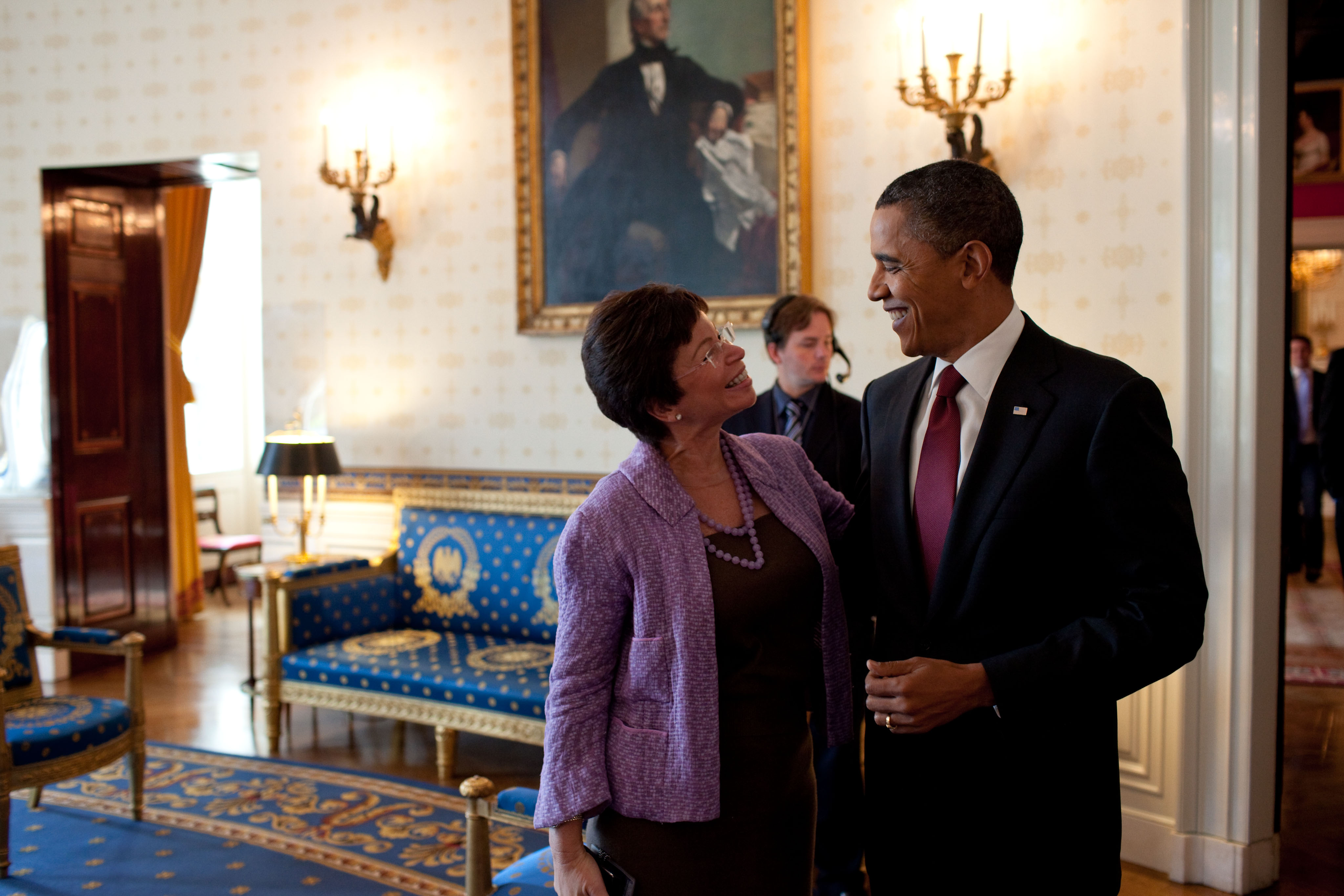
Barack Obama conversa com Valerie Jarrett na Sala Azul, Casa Branca, 2010.

### Política de Chicago
Jarrett iniciou na política de Chicago, em 1987, trabalhando para o prefeito Harold Washington, no setor de finanças e desenvolvimento.
Mais tarde, trabalhou com o prefeito Richard M. Daley como encarregada de planejamento, gerenciou uma imobiliária - a Habitat Company -.

### Administração de empresas
Até se juntar à administração Obama, Jarrett foi CEO da The Habitat Company, um empreendimento imobiliário que ingressou em 1995. Ela foi substituída por Mark Segal, um advogado que ingressou na empresa em 2002, como CEO. Jarrett foi um membro do Chicago Stock Exchange (2000-2007), sendo presidente do conselho entre 2004 a 2007.
Ela também foi presidente e vice-presidente do Conselho de Curadores da Universidade de Chicago, e administradora do Museu de Ciência e Indústria de Chicago. Jarrett atua no o conselho de administração da USG Corporation.
A renda de Jarrett em 2009, era um salário de 300.000 a 550.000 dólares em compensação aos seus serviços executivos na Habitat, Inc. e naThe Wall Street Journal, também relatou ter ganho 346.000 dólares trabalhando para o conselho de administração. Ela recebeu 76.000 dólares como diretora de Navigant Consulting, Inc.. Recebeu 146.600 do Governo dos Estados Unidos, e 58.000 dólares para servir no conselho do Deutsche Bank. Jarrett recebeu 34.444 dólares do Chicago Stock Exchange, Inc.

### Relação com o casal Obama
Jarrett conheceu Obama quando estava tentando a esposa dele, Michelle Robinson, a aceitar um trabalho na prefeitura. A partir daí, tornou-se uma pessoa íntima do casal.
| “ | Como se fosse uma mãe, uma irmã mais velha, tenho plena confiança nela | ” |
|   | — Michelle Obama.                                                      |   |